# Stazione di Enzan
La stazione di Enzan (塩山駅?, Enzan-eki) è una stazione ferroviaria della città di Kōshū, nella prefettura di Yamanashi, e serve la linea linea principale Chūō della JR East. Dista 116,9 km dal capolinea di Tokyo.

## Linee
East Japan Railway Company
■ Linea principale Chūō

## Struttura
La stazione è dotata di un marciapiede a isola e uno laterale con tre binari passanti superficie. Il fabbricato viaggiatori è realizzato su ponte, e collegato alle banchine da una passerella.
| 1-2 | ■ Linea principale Chūō | per Kōfu, Kami-Suwa e Matsumoto        |
| 2-3 | ■ Linea principale Chūō | per Ōtsuki, Hachiōji, Shinjuku e Tokyo |

## Stazioni adiacenti
| «                     | Servizio              | »                     |
| Linea principale Chūō | Linea principale Chūō | Linea principale Chūō |
| --------------------- | --------------------- | --------------------- |
| Katsunuma-budōkyō     | -                     | Higashi-Yamanashi     |